# Peishansaurus
Peishansaurus is een geslacht van plantenetende ornithischische dinosauriërs dat tijdens het late Krijt leefde in het gebied van de huidige Volksrepubliek China. De enige benoemde soort is Peishansaurus philemys.
In 1953 benoemde de Zweedse paleontoloog Anders Birger Bohlin de typesoort Peishansaurus philemys. De geslachtsnaam verwijst naar de Peishan, het "Noordelijke Gebergte". De soortaanduiding betekent "liefhebber van waterschildpadden", vanuit het Oudgrieks φιλέω, phileoo, "liefhebben", en ἐμύς, emys, "zoetwaterschildpad", een verwijzing naar het feit dat het enige andere taxon in de buurt opgegraven een schildpad was, Peishanemys latipons, een lid van de Dermatemydidae. Overigens wilde Bohlin hiermee niet suggereren dat Peishansaurus schildpadden at.
De soort is gebaseerd op de voorkant van een dentarium van de rechteronderkaak en nog een losse tand. Deze specimina hebben geen gepubliceerd inventarisnummer en zijn tegenwoordig zoek. Het beschrijvende artikel bevat twee tekeningen en een foto die de fossielen illustreren. Ze zijn in 1930 door Bohlin, in het kader van de grote Zweeds-Chinese expeditie onder leiding van Sven Hedin, opgegraven bij Ehr-chia-wu-t'ung, in het westen van de provincie Gansu, in een laag van de Minheformatie die dateert uit het Campanien.
Het stuk dentarium is een kleine vier centimeter lang en toont nog vier tandposities. De losse tand is een halve centimeter hoog en wellicht afkomstig van een jong dier.
Bohlin plaatste Peishansaurus binnen de Ankylosauria in de Nodosauridae. Latere onderzoekers zagen het als een nomen dubium, Ornithischia incertae sedis. De tand lijkt meer op die van Psittacosaurus, met twee kleine puntige vertandingen aan weerszijden van een centrale spits.